# Денисенко Юлія Михайлівна
Юлія Михайлівна Денисенко (нар. 14 жовтня 1989) — білоруська футболістка, півзахисниця.

## Клубна кар'єра
Футбольну кар'єру розпочав у 2010 році в «Надії-СДЮШОР № 7». Дебютувала за могильовський клуб 10 квітня 2010 року в переможному (6:0) домашньому поєдинку 1-го туру білоруської Прем'єр-ліги проти «Вікторії» (Вороново). Юлія вийшла на поле в стартовому складі, а на 61-й хвилині її замінила Галина Селівестрова. Дебютним голом за «Надію» відзначилася 5 травня 2010 року на 77-й хвилині переможного (7:0) виїзного поєдинку 5-го туру білоруської Прем'єр-ліги проти «Молодечно». Денисенко вийшла на поле на 60-й хвилині, замінивши Галину Селівестрову. У команді відіграла два сезони, відзначилася 3-ма голами в 46-ти матчах Прем'єр-ліги.
У 2012 року виїхала до України, де підписала контракт із «Житлобудом-1». Дебютувала за харківський клуб 9 травня 2012 року в переможному (4:1) виїзному поєдинку 3-го туру Вищої ліги проти «Атекс-СДЮШОР №16». Юлія вийшла на поле на 64-й хвилині, замінивши Ірину Шундровську. Дебютним голом за «Житлобуд-1» відзначилася 22 вересня 2012 року на 71-й хвилині переможного (9:1) домашнього поєдинку 13-го туру Вищої ліги проти «Іллічівки». Денисенко вийшла на поле в стартовому складі та відіграла весь матч. У футболці «Житлобуду» чотири рази ставала переможницею чемпіонату України та тричі вигравала кубок України. Загалом же в футболці харківського клубу в чемпіонатах України зіграла 34 матчі та відзначилася 4-ма голами.
У 2016 році повернулася до Білорусі, де разом зі своє сестрою підписали контракт з «Надією-СДЮШОР № 7» (Могильов). Дебютувала за могильовський колектив 17 квітня 2016 року в переможному (4:0) виїзному поєдинку 1-го туру Прем'єр-ліги проти «Німану». Юлія вийшла на поле на 57-й хвилині, замінивши Віру Любенкову. У команді відіграла один сезон, за цей час у Прем'єр-лізі провела 17 матчів, забитими м'ячами не відзначалася.
У березні 2017 року разом з сестрою перейшла до «Зорки-БДУ». Дебютувала за нову команду 23 квітня 2017 року в програному (1:3) виїзному поєдинку 1-го туру Прем'єр-ліги проти «Мінська». Юлія вийшла на поле в стартовому складі та відіграла увесь матч. Дебютними м'ячами за «Зорку» відзначилася 3 червня 2017 року на 62-й та 83-й хвилині переможного (8:0) домашнього поєдинку 7-го туру Прем'єр-ліги проти «Надії». Денисенко вийшла на поле на 46-й хвилині, замінивши Тетяну Маркушевську. У команді провели один сезон, за цей час у Прем'єр-лізі відзначилася 2-ма голами у 14-х матчах.
Напередодні початку сезону 2018 року повернулася до «Надії-СДЮШОР № 7». Дебютувала за могильовський колектив 16 квітня 2018 року в програному (0:10) виїзному поєдинку 1-го туру Прем'єр-ліги проти мінського РГУОРа. Юлія вийшла на поле в стартовому складі та відіграла увесь матч. Дебютним голом за «нову-стару» команду відзначилася 21 квітня 2018 року на 24-й хвилині переможного (3:0) виїзного поєдинку 2-го туру Прем'єр-ліги проти «Славянки». Денисенко вийшла на поле в стартовому складі та відіграла увесь матч, а на 75-й хвилині отримала жовту картку.

## Кар'єра в збірній
Викликалася до складу національної збірної Білорусі. Єдиний матч у збірній зіграла 21 вересня 2013 року в програному (0:6) виїзному поєдинку кваліфікації чемпіонату світу проти Англії, в якому білоруски зазнали розгромної поразки — 0:6. Юлія вийшла на футбольне поле на 85-й хвилині, замінивши Світлану Асташеву.

## Особисте життя
Анна має сестру-близнючку, Анну Денисенко, яка також стала футболісткою. Вона виступала, зокрема, за «Житлобуд-1».

## Досягнення
- Чемпіонат України
  -  Чемпіон (4): 2012, 2013, 2014, 2015
- Кубок України
  -  Володар (1): 2013, 2014, 2015
- Прем'єр-ліга
  -  Чемпіон (1): 2017
- Кубок Білорусі
  -  Фіналіст (1): 2017
- Суперкубок Білорусі
  -  Володар (1): 2017